# Hakuli
Hakuli är en ö i Finland. Den ligger i Skärgårdshavet och i kommunen Masko i den ekonomiska regionen  Åbo ekonomiska region i landskapet Egentliga Finland, i den sydvästra delen av landet. Ön ligger omkring 22 kilometer väster om Åbo och omkring 170 kilometer väster om Helsingfors.
Öns area är 0,3 hektar och dess största längd är 100 meter i nord-sydlig riktning.